# Radek Polášek
Radek Polášek (ur. 2 sierpnia 1984) – czeski futsalista, zawodnik z pola, reprezentant Czech, brązowy medalista Euro 2010, obecnie jest zawodnikiem występującego w ekstraklasie Rekordu Bielsko-Biała. Z Rekordem czeski futsalista zdobył Mistrzostwo Polski w sezonie 2013/2014, Puchar Polski w sezonie 2012/2013 i Superpuchar Polski w 2013 oraz dwukrotnie zajął trzecie miejsce w ekstraklasie. Wcześniej był zawodnikiem Mikeski Ostrawa i Janga Katowice.